# Бремер, Юрген
Ю́рген Бре́мер (нем. Jürgen Brähmer; род. 5 октября 1978, Штральзунд, Германия) — немецкий боксёр-профессионал, выступавший во второй средней и полутяжёлой весовых категориях. Чемпион Германии среди любителей (1997). Чемпион мира среди юниоров (1996). Чемпион мира по версии WBO (2009—2011), регулярный чемпион мира по версии WBA (2013—2016), временный чемпион мира по версии WBO (2009), чемпион Европы по версии EBU (2009, 2013) в полутяжёлом весе.

## Биография
Юрген Бремер родился 5 октября 1978 года в городе Штральзунд, федеральная земля Мекленбург-Передняя Померания. Был трудным ребёнком в многодетной семье, уже в детстве имел проблемы с полицией, три с половиной года провёл в колонии для несовершеннолетних за разбойное нападение. С юных лет увлекался спортом, активно занимался лёгкой атлетикой, но в тринадцатилетнем возрасте сделал выбор в пользу бокса, тренировался в местном боксёрском зале под руководством Хайнца-Петера Шмидта.

## Любительская карьера
В 1994 году переехал в Шверин, где продолжил подготовку в спортивном интернате у знаменитого тренера Михаэля Тимма. В среднем весе становился чемпионом юниорских и молодёжных первенств Германии, занял третье место на молодёжном чемпионате Европы 1995 года в Венгрии, завоевал золото на чемпионате мира среди юниоров 1996 года в Гаване. Состоял в сборной страны вплоть до 1998 года, за это время победил на различных международных и национальных турнирах таких известных боксёров как Рикки Хаттон, Феликс Штурм, Карл Фроч. Всего в любителях провёл 100 боёв, из них 95 окончил победой.

## Профессиональная карьера
В 1999 году Бремер подписал контракт с промоутерской компанией Universum Box-Promotion и в декабре дебютировал в профессиональном боксе.
За первые шесть лет провёл 27 боёв и во всех случаях одержал победы, в том числе дважды выигрывал вакантный титул интернационального чемпиона во втором среднем весе по версии Всемирного боксёрского совета (ВБС). При этом три года в период 2002—2005 провёл в тюрьме за нападение с отягчающими обстоятельствами и вождение автомобиля без прав.
В мае 2006 года во время защиты своего титула потерпел первое в карьере поражение, решением большинства судей от соотечественника Марио Файта.
В мае 2007 года в бою с аргентинцем Эктором Веласко выиграл пояс интерконтинентального чемпиона Всемирной боксёрской организации (ВБО), один раз защитил этот титул.

#### Чемпионский бой с Уго Гараем
В ноябре 2008 года получил шанс побороться за престижнейшее в профессиональном боксе звание чемпиона мира по версии Всемирной боксёрской ассоциации (ВБА). Тем не менее, победить действующего чемпиона Уго Гарая ему не удалось.

#### Бой за титул Чемпиона Европы
Несмотря на поражение, Юрген Бремер продолжил успешно выходить на ринг, в марте 2009 года завоевал вакантный титул чемпиона Европейского боксёрского союза (ЕБС), один раз защитил его,

#### Завоевание титула чемпиона мира
22 августа 2009 года в бою за вакантный титул временного чемпиона мира по версии WBO встретился с Алексием Куземским. Брёмер доминировал весь бой, отправляя Куземского в нокдаун во 2, 3, 5, 11 раундах. В одиннадцатом раунде после четвёртого падения тренер Куземского Артур Григорян выбросил полотенце.
Вскоре статус временного чемпиона сменился статусом полноценного чемпиона, после того как венгр Жолт Эрдеи отказался от пояса ввиду перехода в другой вес.

#### Бой с Дмитрием Сухотским
19 декабря 2009 года в Шверине Юрген Бремер провел первую защиту своего титула против Дмитрия Сухотского. Начало поединка проходило в равной борьбе, в которой трудно было отдать преимущество кому-либо из боксеров. Ближе к середине Бремер начал захватывать инициативу и в средних раундах он выглядел предпочтительнее. В 10 раунде Сухотский сумел переломить ход боя и, зажав чемпиона у канатов, провел долгую успешную атаку. Бремеру удалось выстоять, несмотря на большое количество пропущенных ударов и серьёзное рассечение над правым глазом. Рефери дважды прерывал бой, предлагая врачу у ринга осмотреть это рассечение, но врач в обоих случаях разрешил продолжить поединок. Последний раунд прошёл в достаточно активном обмене ударами. В итоге Брёмер победил единогласным решением судей: 116—112, 116—112, 118—110.
24 апреля 2010 года Юрген Брёмер провел 2 защиту титула против Мариано Плотински. Брёмер победил техническим нокаутом в 5 раунде. После этого боя Плотински ушёл из бокса.

#### Лишение титула
В 2010 году был приговорён к 16 месяцам лишения свободы за избиение женщины в одном из баров Шверина — чемпионский пояс за это время перешёл к британцу Нэйтену Клеверли.

#### Бой с Эдуардом Гуткнехтом 1
В феврале 2012 года Юрген Брёмер встретился с Эдуардом Гуткнехтом. На кону стоял принадлежавший Гуткнехту титул чемпиона Европы по версии EBU, а также вакантный титул интернационального чемпиона по версии WBO. Бремер доминировал весь бой и победил единогласным решением судей.

#### Чемпионский бой с Маркусом Оливейра
14 декабря 2013 года в Нойбранденбурге в бою за вакантный титул регулярного чемпиона мира по версии WBA Юрген Брёмер встретился с Маркусом Оливейра(25-1-1). Брёмер доминировал весь бой. В 10-м раунде Оливейре был отсчитан нокдаун после точного удара Юргена в туловище. В итоге Брёмер победил единогласным решением судей: 117—110, 117—110, 115—112.

#### Бой с Энцо Маккаринелли
5 апреля 2014 года в Ростоке Юрген Бремер провел первую защиту титула против бывшего чемпиона мира Энцо Маккаринелли (38-6-0). Уже в конце первого раунда Бремер провел точный удар левой, после которого правый глаз Маккаринелли начал закрываться. В третьем раунде Энцо боксировал с практически полностью закрытым гематомой правым глазом, и по окончании пятого раунда его секунданты приняли решение остановить бой, что означало победу Юргена Бремера техническим нокаутом.
7 июня 2014 года победил единогласным решением судей Роберто Фелисиано Болонти (35-2-0).
6 декабря 2014 года победил нокаутом в 1 раунде Павла Глазевского (23-2-0).
21 марта 2015 года победил отказом от продолжения боя в 9 раунде Робина Красничи (43-3-0).
5 сентября 2015 года победил отказом от продолжения боя в 7 раунде Конни Конрад (22-1-1).

#### Бой с Эдуардом Гуткнехтом 2
12 марта 2016 года в Нойбранденбурге Юрген Бремер встретился в матче-реванше с бывшим чемпионом Европы Эдуардом Гуткнехтом (29-3-1). Поединок с самого начала принял ожесточенный и зрелищный характер. Гуткнехт постоянно шёл вперед и много бил, Бремер же сделал ставку на силовые удары. В середине боя под левым глазом Бремера возникла сечка, но угол чемпиона смог нейтрализовать угрозу. В десятом раунде с Гуткнехта было снято очко. В итоге Брёмер победил единогласным решением судей: 118—110, 116—111, 116—111.

#### Планируемый бой с Нэйтеном Клеверли
По сообщениям в немецкой прессе, 1 ноября 2016 года Брёмер встретится с бывшим чемпионом мира Нэйтеном Клеверли (29-3-0).

## Таблица боёв
В таблице перечислены результаты всех поединков боксёров.
В каждой строке указан результат поединка. Дополнительно номер поединка обозначен цветом, который обозначает итог поединка. Расшифровка обозначений и цветов представлена в нижеследующей таблице.
| Пример | Расшифровка                     |
| ------ | ------------------------------- |
|        | Победа                          |
|        | Ничья                           |
|        | Поражение                       |
|        | Планируемый поединок            |
|        | Поединок признан несостоявшимся |
| КО     | Нокаут                          |
| ТКО    | Технический нокаут              |
| PTS    | Решение судей (по очкам)        |
| UD     | Единогласное решение судей      |
| MD     | Решение большинства судей       |
| SD     | Раздельное решение судей        |
| RTD    | Отказ от продолжения боя        |
| DQ     | Дисквалификация                 |
| NC     | Поединок признан несостоявшимся |

| Результат | Дата             | Соперник                             | Раунд, Время      | Место боя                                      | Комментарии |
| --------- | ---------------- | ------------------------------------ | ----------------- | ---------------------------------------------- | --- |
| 55        | 21 декабря 2019  | Юрген Доберштейн (25-3-1)            | KO 7 (12), 1:20   | Гамбург, Германия                              | Завоевал вакантный титул чемпиона по версии IBF Inter-Continental во втором среднем весе.                               |
| 54        | 15 июня 2019     | Эрдоган Кадрия (11-1)                | KO 2 (8), 1:42    | Sport and Congresshall, Шверин, Германия       | |
| 53        | 15 декабря 2018  | Пабло Даниэль Замора Нивас (33-16-1) | TKO 5 (8), 2:18   | Sporthalle Hamburg, Гамбург, Германия          | |
| 52        | 27 октября 2017  | Роб Брант (22-0)                     | UD (12)           | Sport and Congresshall, Шверин, Германия       | Четвертьфинальный бой Всемирной боксёрской суперсерии (WBSS) во 2-м среднем весе.                                       |
| 51        | 1 октября 2016   | Нэйтен Клеверли (29-3-0)             | RTD6 (12), 3:00   | Нойбранденбург, Мекленбург, Германия           | Бой за титул регулярного чемпиона мира по версии WBA в полутяжёлом весе (7-я защита Бремера).                           |
| 50        | 12 марта 2016    | Эдуард Гуткнехт (47-2-0)             | UD (12)           | Нойбранденбург, Мекленбург, Германия           | Защитил титул регулярного чемпиона мира по версии WBA в полутяжёлом весе (6-я защита Бремера).                          |
| 49        | 5 сентября 2015  | Конни Конрад (22-1-1)                | RTD7 (12), 3:00   | Дрезден, Саксония, Германия                    | Защитил титул регулярного чемпиона мира по версии WBA в полутяжёлом весе (5-я защита Бремера).                          |
| 48        | 21 марта 2015    | Робин Красничи (43-3)                | RTD9 (12), 3:00   | Росток, Мекленбург, Германия                   | Защитил титул регулярного чемпиона мира по версии WBA в полутяжёлом весе (4-я защита Бремера).                          |
| 47        | 6 декабря 2014   | Павел Глажевский (23-2)              | KO1 (12), 0:55    | Ольденбург, Нижняя Саксония, Германия          | Защитил титул регулярного чемпиона мира по версии WBA в полутяжёлом весе (3-я защита Бремера).                          |
| 46        | 7 июня 2014      | Роберто Феличиано Болонти (35-2)     | UD (12)           | Шверин, Мекленбург, Германия                   | Защитил титул регулярного чемпиона мира по версии WBA в полутяжёлом весе (2-я защита Бремера).                          |
| 45        | 5 апреля 2014    | Энцо Маккаринелли (38-6)             | RTD6 (12), 3:00   | Росток, Мекленбург, Германия                   | Защитил титул регулярного чемпиона мира по версии WBA в полутяжёлом весе (1-я защита Бремера).                          |
| 44        | 14 декабря 2013  | Маркус Оливейра (25-0-1)             | UD (12)           | Нойбранденбург, Мекленбург, Германия           | Завоевал вакантный титул регулярного чемпиона мира по версии WBA в полутяжёлом весе.                                    |
| 43        | 24 августа 2013  | Стефано Абатанжело (17-2-1)          | UD (12)           | Шверин, Мекленбург, Германия                   | Защитил титулы чемпиона Европы по версии EBU и чемпиона по версии WBO International в полутяжёлом весе.                 |
| 42        | 27 апреля 2013   | Тони Аверлант (18-7-2)               | TKO 2 (12), 2:36  | Гамбург, Германия                              | Защитил титул чемпиона Европы по версии EBU.                                                                            |
| 41        | 2 февраля 2013   | Эдуард Гуткнехт (24-1-0)             | UD (12)           | Пренцлауэр-Берг, Берлин, Германия              | Завоевал титул чемпиона Европы по версии EBU и вакантный титул чемпиона по версии WBO International в полутяжёлом весе. |
| 40        | 21 апреля 2012   | Викапита Мероро (21-3-0)             | UD (10)           | Шверин, Мекленбург, Германия                   | |
| 39        | 28 января 2012   | Хосе Мария Герреро (29-2-1)          | TKO 4 (8), 2:37   | Гамбург, Германия                              | |
| 38        | 24 апреля 2010   | Мариано Николас Плотински (16-3-0)   | TKO 5 (12), 2:36  | Гамбург, Германия                              | Защитил титул чемпиона мира по версии WBO в полутяжёлом весе (2-я защита Бремера).                                      |
| 37        | 19 декабря 2009  | Дмитрий Сухотский (14-0-0)           | UD (12)           | Шверин, Мекленбург, Германия                   | Защитил титул чемпиона мира по версии WBO в полутяжёлом весе (1-я защита Бремера).                                      |
| 36        | 22 августа 2009  | Алексий Куземский (17-0-0)           | TKO 11 (12), 0:39 | Будапешт, Венгрия                              | Завоевал вакантный титул временного чемпиона мира по версии WBO в полутяжёлом весе.                                     |
| 35        | 6 июня 2009      | Антонио Бранкалион (32-6-2)          | TKO 1 (12), 1:23  | Оберхаузен, Северный Рейн-Вестфалия, Германия  | Защитил титул чемпиона Европы по версии EBU в полутяжёлом весе.                                                         |
| 34        | 7 марта 2009     | Рашид Канфуа (29-6-0)                | TKO 5 (12), 2:30  | Дрезден, Саксония, Германия                    | Завоевал вакантный титул чемпиона Европы по версии EBU в полутяжёлом весе.                                              |
| 33        | 12 ноября 2008   | Уго Эрнан Гарай (31-3-0)             | UD (12)           | Росток, Мекленбург, Германия                   | Бой за титул чемпиона мира по версии WBA в полутяжёлом весе.                                                            |
| 32        | 5 апреля 2008    | Карим Беннама (17-9-2)               | TKO 9 (10), 1:43  | Дюссельдорф, Северный Рейн-Вестфалия, Германия | |
| 31        | 15 сентября 2007 | Марио Файт (49-3-0)                  | KO 4 (12), 0:47   | Росток, Мекленбург, Германия                   | Защитил титул чемпиона по версии WBO Inter-Continental во 2-м среднем весе (1-я защита Бремера).                        |
| 30        | 19 мая 2007      | Гектор Хавьер Веласко (35-5-1)       | UD (12)           | Альтона, Гамбург, Германия                     | Завоевал титул чемпиона по версии WBO Inter-Continental во 2-м среднем весе.                                            |

## Титулы

### Любительские
- 1995  3-е место на Юниорском чемпионате Европы в полусреднем весе
- 1996  Чемпион мира среди юниоров в полусреднем весе.
- 1997  Чемпион Германии среди любителей в полусреднем весе.

### Профессиональные региональные
- 2002, 2006  Интернациональный чемпион по версии WBC (79,4 кг)
- 2007  Интерконтинентальный чемпион по версии WBO (79,4 кг)
- 2009  Временный чемпион по версии WBO (79,4 кг)
- 2009, 2013  Чемпион Европы в полутяжёлом весе по версии EBU (79,4 кг)
- 2013  Интернациональный чемпион по версии WBO (79,4 кг)
- 2019—н.в.  Интерконтинентальный чемпион по версии IBF (76,2 кг)

### Профессиональные мировые
- 2009—2011  Чемпион мира в полутяжелом весе по версии WBO (79,4 кг)
- 2013—2016  Чемпион мира в полутяжелом весе по версии WBA (79,4 кг)

## Проблемы с законом
- В 1998 году был приговорен к заключению в колонии для несовершеннолетних за грабеж и нападение при отягчающих обстоятельствах на три с половиной года.
- В 2002 году совершил разбойное нападение и скрылся, а также попал в автомобильную аварию во время вождения без прав. Он был освобожден из тюрьмы 15 сентября 2005 года и вернулся в бокс.
- В 2010 году был приговорён к 16 месяцам лишения свободы за избиение женщины в одном из баров Шверина.